# Coelonia fulvinotata

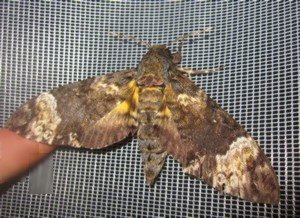
Coelonia fulvinotata

Coelonia fulvinotata es una polilla de la familia Sphingidae. Es sabido que ocupa varios hábitats, excluyendo los más extremos, región etiópica, del este de Gambia a Etiopía y del sur a Madagascar y Sudáfrica del norte.
La longitud del sus alas delanteras es de 52 a 55 mm para machos y su envergadura es de 101 a 111 mm. El cuerpo y las alas son marrones, con dos pelos dorsales color de rosa brillante en la base del abdomen. Las alas anteriores están moteadas y abigarradas con líneas onduladas marrones y oscuras más claras. Las patas posteriores son más oscuras, con un remiendo basal negro rodeado por un remiendo ocre amarillo grande. Las hembras son más grandes y más oscuras. El área subapical de las alas anteriores es mucho más pálido y más visible.
Las larvas se alimentan de Lantana camara, Fraxinus floribunda, Clerodendrum heterophyllum, Dahlia variabilis y Duranta plumieri.

## Subespecie
- Coelonia fulvinotata fulvinotata
- Coelonia fulvinotata nigrescens Basquin, 1992 (Sao Tomé y Príncipe)